# José Meiffret
José Meiffret est un coureur et recordman cycliste français né le 27 avril 1913 à Boulouris-sur-Mer et mort à Montier-en-Der le 16 avril 1983.

## Biographie

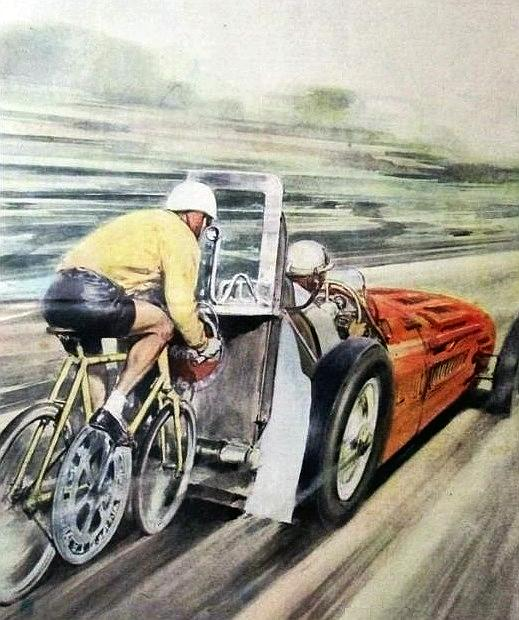
José Meiffret en 1955, entre Saint-Dizier et Vitry, derrière la Talbot-Lago.

Spécialiste de la vitesse et des records sur route, il est le premier à dépasser les 200 km/h à vélo le 19 juillet 1962 (exactement 204,778 km/h) derrière une voiture allemande de type Mercedes 300 SL, à l'arrière de laquelle était fixé un carénage aérodynamique afin de l'abriter des turbulences engendrées par la vitesse. Pour cet exploit, le recordman utilisa un vélo spécial muni d'un monstrueux plateau de 130 dents touchant presque le sol, avec fourche avant inversée et petite roue avant. Les jantes étaient en bois pour empêcher la surchauffe et il utilisait des boyaux.
Auparavant, il avait fait de nombreuses tentatives - notamment sur l'autodrome de Montlhéry - d'abord derrière une moto puis derrière une monoplace Talbot-Lago de Formule 1 en 1955, munie d'un simple panneau vertical placé à l'arrière pour l'abriter des turbulences en réussissant ainsi à mener le record à 175,609 km/h.
C'est au cours de ses entraînements que fut réalisé un reportage pour l'émission télévisuelle Les Coulisses de l'exploit, réalisé par le journaliste sportif Robert Chapatte, ex-coureur cycliste. Meiffret lui confie le rêve fou d’atteindre les 200 km/h à bicyclette.

## Publication
Mes Rendez-vous avec la mort, par José Meiffret, édition  Flammarion, 1965. Préface de Léon Zitrone. Prix Sobrier-Arnould de l’Académie française
Bréviaire du champion cycliste  (à l'usage de tous), par José Meiffret, édition Subervie, 1957